# 5495 Rumyantsev
5495 Rumyantsev è un asteroide della fascia principale del diametro medio di circa 27,76 km. Scoperto nel 1972, presenta un'orbita caratterizzata da un semiasse maggiore pari a 3,4179408 UA e da un'eccentricità di 0,0413038, inclinata di 9,19906° rispetto all'eclittica.